# 1384

## Починали
- 31 декември – Джон Уиклиф, английски духовник